# Бросе
Бросе (фр. Brossay) насеље је и општина у западној Француској у региону Лоара, у департману Мен и Лоара која припада префектури Сомир.
По подацима из 2011. године у општини је живело 345 становника, а густина насељености је износила 72,03 становника/km². Општина се простире на површини од 4,79 km². Налази се на средњој надморској висини од 83 метара (максималној 94 m, а минималној 55 m).

## Демографија
| 1962. | 1968. | 1975. | 1982. | 1990. | 1999. | 2011. |
| ----- | ----- | ----- | ----- | ----- | ----- | ----- |
| 206   | 289   | 337   | 280   | 300   | 243   | 345   |

График промене броја становника у току последњих година